# 809 Lundia

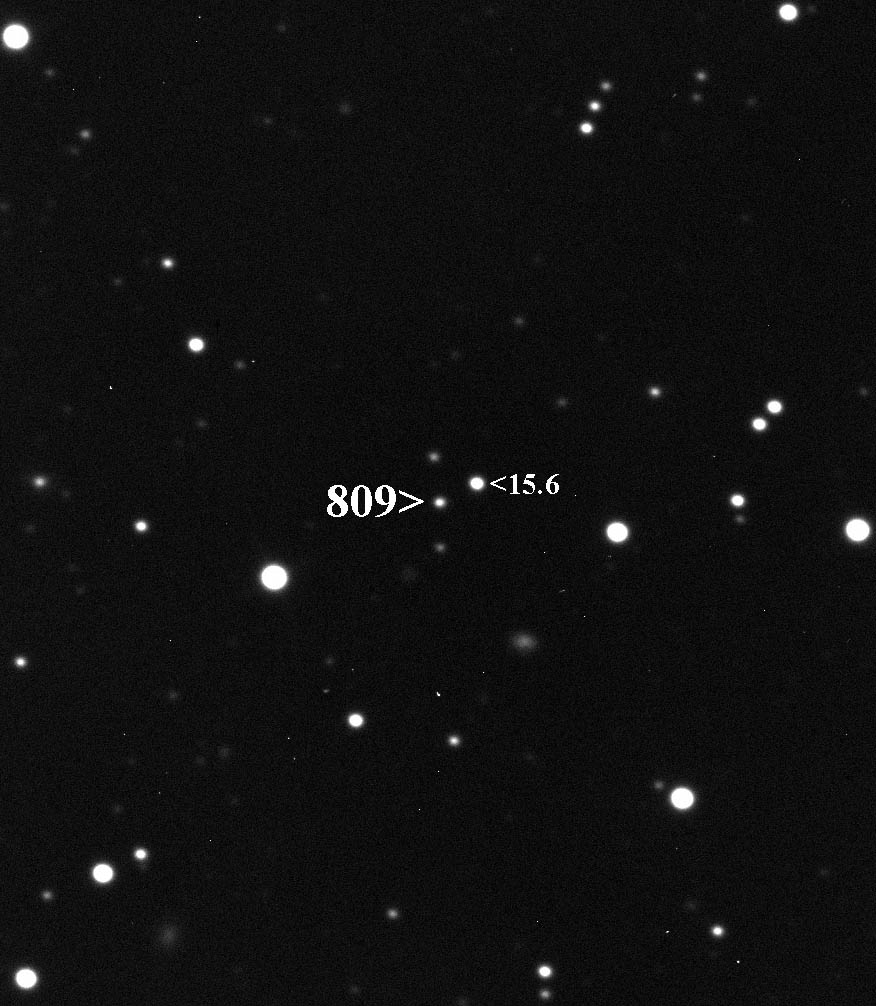
Asteroid 809 Lundia (apparent magnitude 16.6) gần a mag 15.6 star.

809 Lundia là một tiểu hành tinh kiểu V nhỏ thuộc nhóm Flora trong Vành đai chính. Nó được đặt theo tên của Lund Observatory, Thuỵ Điển.